# Simbioză
Simbioză - (grec. syn - cu și bios - viață) tip de relație (conviețuire) obligatorie dintre două sau mai multe organisme în urma căreia trag foloase ambele. În lipsa unuia dintre organisme existența celuilalt în unele cazuri nu este posibilă (ex. situația lichenilor). Astfel lichenii sunt produsul conviețuirii ciupercilor  cu algele, sau  ciupercilor cu algelor albastre-verzi (bacterii albastre verzi).
Bacteriile din genul Rhizobium „contaminează” rădăcinile plantelor leguminoase și, prin această simbioză, declanșează formarea nodozităților pe rădăcinile plantei gazdă, ce permit fixarea azotului.
În afară de speciile simbionte ale genului Rhizobium, fixarea azotului se mai realizează și de către alte microorganisme (ciuperci, bacterii).